# Gastrophrynoides
Genre
Gastrophrynoides est un genre qui regroupe deux espèces d'amphibiens de la famille des Microhylidae.

## Répartition
Les membres de ce genre se rencontrent dans le sud de la péninsule Malaise et sur l'île de Bornéo.

## Description
Ce genre a été créé initialement pour l'espèce Gastrophrynoides borneensis notamment au regard des différences suivantes vis-à-vis des espèces apparentées :
- la présence d'un cartilage procoracoïde ;
- des phalanges terminales en forme de T ;
- des doigts se terminant en petits disques ;
- un museau long ;
- une pupille ronde, fortement dilatée.

## Liste des espèces
Selon Amphibian Species of the World (18 septembre 2013) :
- Gastrophrynoides borneensis (Boulenger, 1897)
- Gastrophrynoides immaculatus Chan, Grismer, Norhayati & Daicus, 2009

## Publication originale
- Noble, 1926 : An analysis of the remarkable cases of distribution among the Amphibia, with description of new genera. American Museum Novitates, no 212, p. 1-24 (texte intégral).